# Chrysolina schaefferi
Chrysolina schaefferi är en skalbaggsart som beskrevs av Brown 1962. Chrysolina schaefferi ingår i släktet Chrysolina och familjen bladbaggar. Inga underarter finns listade i Catalogue of Life.